# Ian Lawson Johnston (2e baron Luke)
Ian St John Lawson Johnston (7 juin 1905 - 25 mai 1996) est un pair britannique, homme d'affaires et philanthrope. 

## Jeunesse et éducation
Johnston est le fils aîné de George Lawson Johnston, 1er baron Luke et de son épouse Edith Laura St John. Il fait ses études au Collège d'Eton et au Trinity College de Cambridge et voyage en Australie et en Amérique du Sud pour étudier l'industrie du bœuf. 

## Carrière
Il suit son père en affaires, étant Président de Bovril Ltd et des domaines argentins de Bovril, Virol Ltd et Electrolux Ltd. Il est également administrateur d'Ashanti Goldfields Corporation Ltd, de Lloyds Bank Ltd, d'Australian Mercantile Land and Finance Co Ltd et d'autres sociétés. Pendant qu'il dirige l'entreprise, Bovril s'est développé avec succès et reprend Marmite. Après la retraite de Luke, l'entreprise est vendue à Cavenham, propriété de James Goldsmith. Lord Luke est président de la Chambre de commerce de Londres de 1952 à 1955 et président de la Advertising Association de 1955 à 1958. 
Pendant la Seconde Guerre mondiale, Johnston sert comme lieutenant-colonel du Bedfordshire and Hertfordshire Regiment. À la mort de son père en 1943, il devient 2e Lord Luke. Il est président du Bedfordshire TAA en 1943, du Duc de Gloucester's Red Cross and St John's Fund de 1943 à 1946 et du London Hospitals Central Committee de 1943 à 1945. De 1949 à 1952, Lord Luke est le premier président de l'Association nationale des ligues d'amis de l'hôpital (rebaptisée Attend depuis 2006), soutenant les bénévoles dans les domaines de la santé et des services sociaux. De 1947 à 1952, il est membre du Conseil consultatif de la BBC et de 1947 à 1956 au Moorfields Westminster and Central Eye Hospital Committee. Il est devenu membre de l'Assemblée de l'Église (Maison des laïcs) en 1935 et est président des gouverneurs du Queen Mary College, Université de Londres de 1963 à 1982. 
Il est actif dans les affaires locales devenant lieutenant adjoint en 1938, et juge de paix en 1939, siégeant au Conseil du comté de Bedfordshire de 1943 à 1952, président du Comité mixte permanent pour le Bedfordshire ainsi que High Sheriff. Il est nommé KCVO en 1976. 
Il s'intéresse à toutes les formes de sport en plus d'être le maître de l'Oakley Hunt. Il est président du comité régional pour le conditionnement physique national, Hertfordshire et Bedfordshire de 1937 à 1939 et plus tard président de la National Playing Fields Association. En 1951, il rejoint le Comité international olympique et y est resté jusqu'en 1988. Il est président des Lord's Taverners en 1969.   

## Vie privée
En 1932, il épouse Barbara Anstruther-Gough-Calthorpe, fille cadette de Sir FitzRoy Hamilton Anstruther-Gough-Calthorpe et a quatre fils et une fille. 